# Falanszter

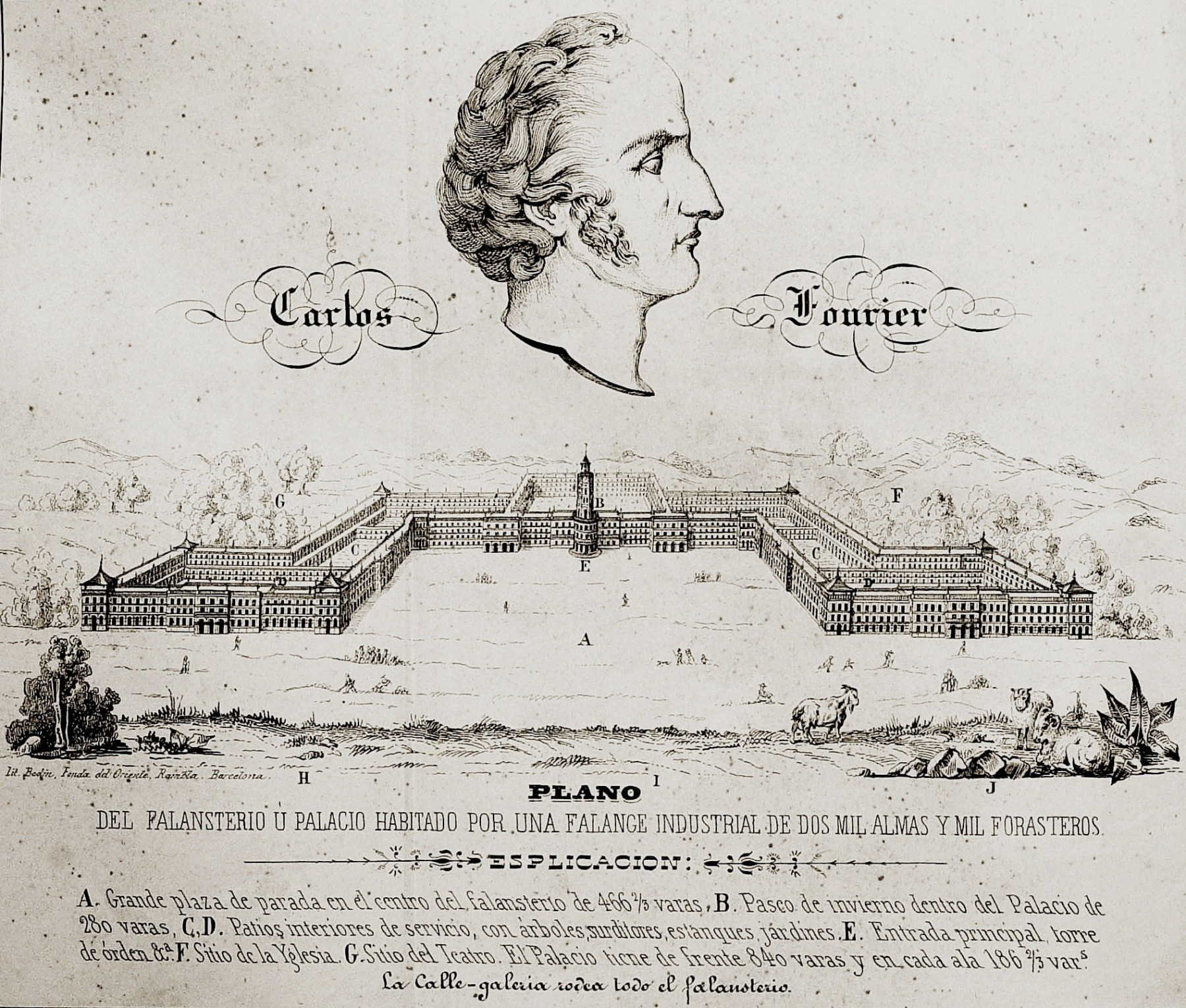
Fourier falanszter-terve

A falanszter szót eredetileg az utópista szocialisták egyike, a francia Charles Fourier használta a szocialista társadalom alapsejtjének megnevezésére az ókori zárt katonai alakzat, a falanx, és a monastére (kolostor) szó kombinálásával. Szerinte a távoli jövőben az emberek kb. kétezres csoportokban élnek majd közös lakó- és munkatelepeken, amelyeken mindenki a neki legkedvesebb munkát választhatja, s egyenlő arányban részesül a közös javakból.

## Megjelenése a kultúrában
Madách Imre Az ember tragédiája (1862) című művének XII. színe a Falanszter. Az író a Fourier-től átvett keretet ellentétes tartalommal töltötte meg, elsősorban mégsem a szocializmus ellen, hanem emberségünk megőrzésének fontosságára hívja fel figyelmünket.